# 成宮雄三
成宮 雄三（なるみや ゆうぞう、1936年10月12日 - ）は、日本の実業家。ナルミヤ・インターナショナル創業者・社長。広島県広島市出身。

## 来歴
家業は明治期の1899年、広島市の元柳町（現在の広島平和記念公園）に創業した呉服問屋の老舗。その後広島市中心部鉄砲町に移転。戦時中は軍服製造などを手がけ戦後の1952年、成宮織物株式会社、1979年ナルミヤと改称して婦人服・洋品部門を拡張させた。成宮は三兄弟の末っ子として生まれ、広島大学附属高校を経て1959年慶應義塾大学法学部を卒業。大学卒業後、髙島屋に入社。ニューヨーク店などに勤務。父の病気で1975年退職し、二番目の兄が東京青山でやっていた洋服卸部門を引き継ぐ。婦人用ニットのブランド、『K・ファクトリー』のヒットで業績を上げたが1991年、ナルミヤのアパレル部門を分離し創業した「ナルミヤ・インターナショナル」を1995年、兄ら周囲の反対を押し切り独立させた。 
『K・ファクトリー』の乳幼児向けブランド『ミニ－K』や『メゾピアノ（mezzo piano）』、『ポンポネット（pom ponette）』などを展開。当時子供服は、幼児や一般（ヤング）向けの有力ブランドはあったが、この二つの中間にある「ジュニア市場（7・8歳から15歳）」は、「成長期で体形も好みも変わりやすい」と敬遠され、有力ブランドどころか専門メーカーさえない空白市場だった。今度は社員の猛反対を受けたもののこの市場に打って出て、斬新なデザインとカラフルな色使いの『エンジェル・ブルー（ANGEL BLUE）』を売り出した。当初は苦戦したが、タイアップした訳ではなくSPEEDやモーニング娘。などがテレビで着用したことで爆発的な人気を得て、その母親を巻き込む「ジュニア市場（ジュニアマーケット）」と呼ばれる市場を切り開いた。
他社メーカーの参入で「ジュニア市場」が活性化され1997年、少女向けファッション誌の草分け「ニコラ」が創刊。商品の提供、モデルオーディションなど全面的に協力。これを機に多ブランド展開、また積極的にメディアとのタイアップを図りトップシェアを確保した。成宮が開拓した「ジュニア市場」は、その世代の娘と、その母親にもスポットを当てることとなり、単純に服だけではないマーケットの裾野を拡げることとなった。「ニコラ」以降の少女向けファッション誌の増加は勿論、そのモデルからタレントを生んだり、ヤングミセスをターゲットにした女性誌の増加にも影響を与えた。結果的に女性ファッション全体の活性化に貢献したことになる。またセガのゲーム機オシャレ魔女♥ラブandベリーなど関連商品を増やした。
2002年渋谷109-2の7階に「ジュニアステーション」をオープンさせるなど、全国の百貨店を中心に現在約800店舗を展開。また香港、韓国などアジア市場にも進出している。その他、文具、バッグ、靴、化粧品、パソコンなど異業種とのコラボレーションを積極的に展開している。2005年3月ジャスダックに株式上場。

## 著書・参考文献
- 『9割反対、だからうまくいく』　商業界、2005年7月
- 『チャンスは6時の方向にある』　かんき出版、2005年11月